# 高氏之戰
高氏之戰 是前574年，齊國國君與天子二守國、高二氏之間的一場內戰。
前574年，齊國大夫慶克穿着婦人的衣服坐着輦車進入宮中，和齊靈公的母親聲孟子私通，而被大夫鮑牽看見，告訴了國佐。國佐責備了慶克。慶克在家中久不出，告訴聲孟子國佐責備了他。齊靈公會盟後回國，聲孟子說留守臨淄的高無咎、鮑牽不接納歸國的國君，要另立公子角。齊靈公遂砍掉鮑牽的 雙腳、驅逐高無咎，高無咎出走莒國。高無咎之子高弱在盧城造反，齊靈公派遣崔杼為大夫、慶克為他的副手去平叛，國佐正在跟從諸侯一同圍攻鄭國，以國內發生動亂為理由請求回國處理，遂會同高氏叛軍，殺死慶克佔據穀地叛亂，齊靈公被迫與國佐誓盟於徐關及恢復其職位。同年十二月，高弱投降，齊國派遣國佐之子國勝到晉國告難，在清地等待命令。